# Llista de papiliònids de la península Ibèrica i Balears
Aquest annex inclou les espècies de papallones diürnes (ropalòcers) presents a la península Ibèrica.
Dins el món dels insectes, de l'ordre dels lepidòpters es troba entre els grups més recents evolutivament i amb major nombre d'espècies, tan sols superat pels coleòpters. Només a la península ibèrica estan catalogades més de 2.000 espècies de papallones diürnes i nocturnes. Els noms comuns (quan existeixen) de les espècies s'indiquen al costat del nom científic.

## Arctiidae

### Arctiinae
| Nom científic            | Nom comú         | Distribució                                                                                 | Hàbitat                                                                         | EC | Localització a la península Ibèrica i Balears             | Imatge de l'eruga | Imatge de l'imago |
| ------------------------ | ---------------- | ------------------------------------------------------------------------------------------- | ------------------------------------------------------------------------------- | -- | --------------------------------------------------------- | ----------------- | ----------------- |
| Arctia caja              | Gitana.          | Europa.                                                                                     | Jardins humits, riberes i camps oberts.                                         | NA | Molt localitzada, meitat septentrional.                   |                   |                   |
| Arctia festiva           |                  | Europa.                                                                                     | Camps oberts.                                                                   | NA | Tota la península, localitzada.                           |                   |                   |
| Callimorpha dominula     |                  | Algunes regions d'Europa.                                                                   | Gorges de rius, boscos pantanosos, terrenys humits on creixen gerds i ortigues. | NA | En colònies molt aïllades.                                |                   |                   |
| Euplagia quadripunctaria | Papallona tigre. | Europa.                                                                                     | En muntanyes de sòls calcaris, pendents rocoses amb torrents.                   | NA | En totes les regions fins als 2.000 msnm.                 |                   |                   |
| Coscinea cribaria        |                  | Europa.                                                                                     | Boscos de sòls secs amb males herbes, pinedes amb poc sotabosc.                 | NA | Colònies aïllades, però nombroses.                        |                   |                   |
| Coscinia striata         |                  | Tot Europa, més limitada al sur.                                                            | Terrenys secs, càlids i amb vegetació dispersa.                                 | NA | Colònies molt localitzades.                               |                   |                   |
| Cycnia mendica           |                  | Europa templada.                                                                            | Terrenys secs i sorrencs.                                                       | NA | Localitzada.                                              |                   |                   |
| Diacrisia sannio         |                  | A Europa fins a 68º N, sempre molt localitzada.                                             | Prats i boscos humits, boscos de ribera, límits. Fins als 2.400 msnm.           | NA | Corrent, molt dispersa i aïllada.                         |                   |                   |
| Hyphoraia aulica         |                  | Tot Europa.                                                                                 | Terrenys secs, assolellats i sorrencs.                                          | NA | Poblacions aïllades.                                      |                   |                   |
| Parasemia plantaginis    |                  | Europa, preferentment a la mitja i alta muntanya.                                           | En biòtops muntanyosos.                                                         | NA | En colònies localitzades i nombroses fins als 2.600 msnm. |                   |                   |
| Phragmatobia fuliginosa  | Escata carmesí.  | Europa.                                                                                     |                                                                                 | NA |                                                           |                   |                   |
| Rhyparia purpurata       |                  | Euràsia.                                                                                    |                                                                                 | NA |                                                           |                   |                   |
| Spilosoma lubricipeda    |                  |                                                                                             |                                                                                 | NA |                                                           |                   |                   |
| Tyria jacobaeae          |                  | Europa, Àsia occidental y central. Introduïda a Nova Zelanda, Austràlia i Amèrica del Nord. |                                                                                 | NA |                                                           |                   |                   |
| Utetheisa pulchella      |                  | Àfrica, Europa meridional, Àsia central i meridional, i Austràlia.                          | Zones obertes, prats, matoll, herbassars, salines o maresmes.                   | NA |                                                           |                   |                   |

### Lithosiinae
| Nom científic        | Nom comú | Distribució                   | Hàbitat                                                            | EC | Localització a la península Ibèrica i Balears | Imatge de l'eruga | Imatge de l'imago |
| -------------------- | -------- | ----------------------------- | ------------------------------------------------------------------ | -- | --------------------------------------------- | ----------------- | ----------------- |
| Atolmis rubricollis  |          | Euràsia.                      | Boscos mixtos i de frondoses.                                      | NA | Localitzada, però dispersa, al nord.          |                   |                   |
| Cybosia mesomella    |          | Tot Europa.                   | Boscos de ribera, torberes, clars secs de boscos mixtos i pinedes. | NA | Rara i localitzada.                           |                   |                   |
| Lithosia quadra      |          | Gairebé tot Europa.           | Boscos de ribera, també en avetoses i boscos mixtes, parcs.        | NA | Grans oscil·lacions, habitualment escassa.    |                   |                   |
| Miltochrista miniata |          | A tot Europa.                 | Llocs humits i lluminosos.                                         | NA | Al nord, no és rara.                          |                   |                   |
| Pelosia muscerda     |          | Europa, més abundant al nord. | Zones pantanoses, taigà i boscos de ribera.                        | NA | Citada en pocs biòtops peninsulars.           |                   |                   |

## Crambidae

### Pyraustinae
| Nom científic       | Nom comú | Distribució | Hàbitat                                 | EC | Localització a la península Ibèrica i Balears | Imatge de l'eruga | Imatge de l'imago |
| ------------------- | -------- | ----------- | --------------------------------------- | -- | --------------------------------------------- | ----------------- | ----------------- |
| Eurrypara hortulata |          | Europa.     | Jardins humits, riberes i camps oberts. | NA | Molt localitzada, meitat septentrional.       |                   |                   |

## Cossidae

### Cossulinae
| Nom científic | Nom comú             | Distribució                                      | Hàbitat           | EC | Localització a la península Ibèrica i Balears | Imatge de l'eruga | Imatge de l'imago |
| ------------- | -------------------- | ------------------------------------------------ | ----------------- | -- | --------------------------------------------- | ----------------- | ----------------- |
| Cossus cossus | Papalló de la fusta. | Europa, nord d'Àfrica i zones temperades d'Àsia. | Zones amb salzes. | NA | Abundant, fins a 1.500 msnm.                  |                   |                   |

### Zeuzerinae
| Nom científic  | Nom comú | Distribució | Hàbitat                                            | EC | Localització a la península Ibèrica i Balears | Imatge de l'eruga | Imatge de l'imago |
| -------------- | -------- | ----------- | -------------------------------------------------- | -- | --------------------------------------------- | ----------------- | ----------------- |
| Zeuzera pyrina |          | Europa.     | Camps de fruiters, límits de boscos mixtes, parcs. | NA | Moderadament abundant.                        |                   |                   |

## Drepanidae

### Drepaninae
| Nom científic      | Nom comú | Distribució                                               | Hàbitat                                                                 | EC | Localització a la península Ibèrica i Balears            | Imatge de l'eruga | Imatge de l'imago |
| ------------------ | -------- | --------------------------------------------------------- | ----------------------------------------------------------------------- | -- | -------------------------------------------------------- | ----------------- | ----------------- |
| Cilix glaucata     |          | A tot Europa.                                             | En terrenys càlids, en marges i zones arbustives on creixen aranyoners. | NA | Es troba en tots els biòtops, però mai de forma massiva. |                   |                   |
| Deprana falcataria |          | Al nord fins al centre de Suècia, i al sud fins a Itàlia. | Boscos mixtos, bruguerars, parcs, jardins.                              | NA | Al nord, en zones muntanyoses.                           |                   |                   |
| Deprana binaria    |          | Al nord fins al centre de Suècia, i al sud fins a Itàlia. | Boscos mixtos on hi hagi roures joves.                                  | NA | No és rara, encara que poc corrent.                      |                   |                   |

### Thyatirinae
| Nom científic        | Nom comú | Distribució                                    | Hàbitat                                                                                               | EC | Localització a la península Ibèrica i Balears | Imatge de l'eruga | Imatge de l'imago |
| -------------------- | -------- | ---------------------------------------------- | --- | -- | --------------------------------------------- | ----------------- | ----------------- |
| Habrosyne pyritoides |          | A tot Europa.                                  | En boscos mixtes amb clars o on creixen esbarzers i gerderes. També en jardins vells o assilvestrats. | NA | Àmpliament comuna.                            |                   |                   |
| Thyatira batis       |          | A tot Europa, fins als 64º N i els 1.500 msnm. | En boscos mixtes amb clars o on creixen esbarzers i gerderes. També en jardins.                       | NA | Àmpliament estesa.                            |                   |                   |

## Endromidae
| Nom científic        | Nom comú | Distribució                                               | Hàbitat                            | EC | Localització a la península Ibèrica i Balears                                | Imatge de l'eruga | Imatge de l'imago |
| -------------------- | -------- | --------------------------------------------------------- | ---------------------------------- | -- | ---------------------------------------------------------------------------- | ----------------- | ----------------- |
| Endromis versicolora |          | Europa, principalment el nord i zones on creixen bedolls. | Lligada a la presència de bedolls. | NA | S'ha observat a la serralada Cantàbrica i els Pirineus, fins als 1.000 msnm. |                   |                   |

## Hepialidae
| Nom científic    | Nom comú  | Distribució                                                                    | Hàbitat                                                                 | EC | Localització a la península Ibèrica i Balears | Imatge de l'eruga | Imatge de l'imago |
| ---------------- | --------- | ------------------------------------------------------------------------------ | ----------------------------------------------------------------------- | -- | --------------------------------------------- | ----------------- | ----------------- |
| Hepialus humuli  | Fantasma. | Europa, principalment a la regió temperada. Cap al nord arriba fins a Lapònia. | Herbassars humits, prats, parcs i camps de llúpol. Fins als 2.000 msnm. | NA | Zona septentrional i plantacions de llúpol.   |                   |                   |
| Phymatopus hecta |           | A les regions temperades de tot Europa, a Àsia fins a la península de Sajalín. | Especialment en boscos caducifolis mixtos.                              | NA | Àmplia distribució, no és rara.               |                   |                   |

## Hesperiidae

### Heteropterinae
| Nom científic            | Nom comú | Distribució                                      | Hàbitat                                                    | EC | Localització a la península Ibèrica i Balears | Imatge de l'eruga | Imatge de l'imago |
| ------------------------ | -------- | ------------------------------------------------ | ---------------------------------------------------------- | -- | --------------------------------------------- | ----------------- | ----------------- |
| Carterocephalus palaemos |          | França, Europa central, oriental i sud-oriental. | Praderies de flors, límits de boscos, pendents arbustives. | NA | Molt localitzada, Vall d'Aran.                |                   |                   |
| Heteropterus morpheus    |          |                                                  |                                                            | NA |                                               |                   |                   |

### Hesperiinae
| Nom científic         | Nom comú | Distribució                              | Hàbitat                                                                                           | EC       | Localització a la península Ibèrica i Balears | Imatge de l'eruga | Imatge de l'imago |
| --------------------- | -------- | ---------------------------------------- | ------------------------------------------------------------------------------------------------- | -------- | --------------------------------------------- | ----------------- | ----------------- |
| Borbo borbonica       |          |                                          |                                                                                                   | NA       |                                               |                   |                   |
| Borbo zelleri         |          |                                          |                                                                                                   | 30px30px |                                               |                   |                   |
| Gegenes nostrodamus   |          |                                          |                                                                                                   | NA       |                                               |                   |                   |
| Gegenes pumilo        |          |                                          |                                                                                                   | NA       |                                               |                   |                   |
| Hesperia comma        |          |                                          |                                                                                                   | NA       |                                               |                   |                   |
| Ochlodes venata       |          |                                          |                                                                                                   | NA       |                                               |                   |                   |
| Thymelicus acteon     |          | A Europa fins als 48 º N, nord d'Àfrica. | Prefereix la calor, pendents orientades al sud, límits de boscos, preferentment en sòls calcaris. | NA       | És comuna.                                    |                   |                   |
| Thymelicus lineola    |          |                                          |                                                                                                   | NA       |                                               |                   |                   |
| Thymelicus sylvestris |          | Europa.                                  | Des del mar fins als 2.000 msnm.                                                                  | NA       | Àmpliament distribuïda.                       |                   |                   |

### Pyrginae
| Nom científic           | Nom comú         | Distribució   | Hàbitat                                         | EC    | Localització a la península Ibèrica i Balears | Imatge de l'eruga | Imatge de l'imago |
| ----------------------- | ---------------- | ------------- | ----------------------------------------------- | ----- | --------------------------------------------- | ----------------- | ----------------- |
| Carcharodus alceae      |                  |               |                                                 | NA    |                                               |                   |                   |
| Carcharodus baeticus    |                  | Sud d'Europa. | Terrenys secs i assolellats, on viu el marrubí. | [ 4 ] | Tota la península, excepte el nord i oest.    |                   |                   |
| Carcharodus flocciferus |                  |               |                                                 | NA    |                                               |                   |                   |
| Carcharodus lavatherae  | Capgròs pàl·lid. |               |                                                 | NA    |                                               |                   |                   |
| Erynnis tages           |                  |               |                                                 | NA    |                                               |                   |                   |
| Muschampia proto        |                  |               |                                                 | NA    |                                               |                   |                   |
| Pyrgus alveus           |                  |               |                                                 | NA    |                                               |                   |                   |
| Pyrgus andromedae       |                  |               |                                                 | [ 5 ] |                                               |                   |                   |
| Pyrgus armoricanus      |                  |               |                                                 | NA    |                                               |                   |                   |
| Pyrgus carlinae         | .                |               |                                                 | [ 6 ] |                                               |                   |                   |
| Pyrgus carthami         |                  |               |                                                 | NA    |                                               |                   |                   |
| Pyrgus cinarae          |                  |               |                                                 | NA    |                                               |                   |                   |
| Pyrgus foulquieri       |                  |               |                                                 | NA    |                                               |                   |                   |
| Pyrgus malvae           |                  |               |                                                 | NA    |                                               |                   |                   |
| Pyrgus onopordi         |                  |               |                                                 | NA    |                                               |                   |                   |
| Pyrgus serratulae       |                  |               |                                                 | NA    |                                               |                   |                   |
| Pyrgus sidae            |                  |               |                                                 | NA    |                                               |                   |                   |
| Spialia sertorius       |                  |               |                                                 | NA    |                                               |                   |                   |

## Lasiocampidae

### Gastropachinae
| Nom científic          | Nom comú | Distribució | Hàbitat | EC    | Localització a la península Ibèrica i Balears | Imatge de l'eruga | Imatge de l'imago |
| ---------------------- | -------- | ----------- | ------- | ----- | --------------------------------------------- | ----------------- | ----------------- |
| Phyllodesma ilicifolia |          |             |         | [ 7 ] |                                               |                   |                   |

### Lasiocampinae
| Nom científic        | Nom comú | Distribució                        | Hàbitat                                                  | EC    | Localització a la península Ibèrica i Balears | Imatge de l'eruga | Imatge de l'imago |
| -------------------- | -------- | ---------------------------------- | -------------------------------------------------------- | ----- | --------------------------------------------- | ----------------- | ----------------- |
| Eriogaster catax     |          |                                    |                                                          | [ 8 ] |                                               |                   |                   |
| Eriogaster lanestris |          | A tot Europa.                      | Repoblacions, arbredes, parcs.                           | NA    | Pirineus i serralada Cantàbrica.              |                   |                   |
| Lasiocampa quercus   |          | A tot Europa.                      | Rouredes, boscos mixtes, bruguerars fins als 2.000 msnm. | NA    | Colonitza moltes regions.                     |                   |                   |
| Lasiocampa serrula   |          | Península ibèrica i nord d'Àfrica. | Salines i estepes salines.                               | NA    |                                               |                   |                   |
| Malacosoma neustria  |          | A tot Europa.                      | Boscos de frondoses, arbredes, parcs, fruiters.          | NA    | Absent en una petita franja septentrional.    |                   |                   |
| Poecilocampa populi  |          | A tot Europa.                      | Boscos d'alzines i roures.                               | NA    | Regions muntanyoses septentrionals.           |                   |                   |

## Lycaenidae

### Lycaeninae
| Nom científic      | Nom comú     | Distribució               | Hàbitat                      | EC | Localització a la península Ibèrica i Balears | Imatge de l'eruga | Imatge de l'imago |
| ------------------ | ------------ | ------------------------- | ---------------------------- | -- | --------------------------------------------- | ----------------- | ----------------- |
| Lycaena alciphron  |              |                           |                              | NA |                                               |                   |                   |
| Lycaena hippothoe  |              |                           |                              | NA |                                               |                   |                   |
| Lycaena helle      |              | Distribució boreo-alpina. | Prades humides i entollades. | NA | Als Pirineus i Serralada Cantàbrica.          |                   |                   |
| Lycaena phlaeas    | Coure comú.  |                           |                              | NA |                                               |                   |                   |
| Lycaena tityrus    |              |                           |                              | NA |                                               |                   |                   |
| Lycaena virgaureae | Coure roent. |                           |                              | NA |                                               |                   |                   |

### Polyommatinae
| Nom científic               | Nom comú                   | Distribució                                             | Hàbitat                                                                          | EC     | Localització a la península Ibèrica i Balears    | Imatge de l'eruga | Imatge de l'imago |
| --------------------------- | -------------------------- | ------------------------------------------------------- | -------------------------------------------------------------------------------- | ------ | ------------------------------------------------ | ----------------- | ----------------- |
| Agriades glandon            | Blavet de les glaceres.    |                                                         |                                                                                  | NA     |                                                  |                   |                   |
| Agriades pyrenaicus         |                            |                                                         |                                                                                  | NA     |                                                  |                   |                   |
| Aricia eumedon              |                            |                                                         |                                                                                  | NA     |                                                  |                   |                   |
| Aricia agestis              |                            | Europa, fins als 65º N.                                 | Prades seques i zones ruderals de mitja muntanya calcària. Fins als 1.000 msnm.  | NA     | Colònies localitzades.                           |                   |                   |
| Aricia cramera              | Moreneta meridional.       | Europa i nord d'Àfrica.                                 | .                                                                                | NA     | .                                                |                   |                   |
| Aricia morronensis          |                            |                                                         |                                                                                  | NA     |                                                  |                   |                   |
| Cacyreus marshalli          | Darrinadora dels geranis.  |                                                         |                                                                                  | NA     | Centre i sud-est. Espècie introduïda.            |                   |                   |
| Celastrina argiolus         |                            | Àmpliament distribuïda per Europa, fins als 1.000 msnm. | Pendents límits, clars.                                                          | NA     | No és rara, però en retrocés.                    |                   |                   |
| Cupido alcetas              | Cuetes.                    |                                                         |                                                                                  | NA     |                                                  |                   |                   |
| Cupido argiades             | Cuetes de taques taronges. | A les regions càlides d'Europa.                         | Pendents seques, límits, camins.                                                 | NA     | A la serralada Cantàbrica i els Pirineus.        |                   |                   |
| Cupido carswelli            |                            |                                                         |                                                                                  | NA     |                                                  |                   |                   |
| Cupido lorquinii            |                            |                                                         |                                                                                  | NA     |                                                  |                   |                   |
| Cupido minimus              |                            |                                                         |                                                                                  | NA     |                                                  |                   |                   |
| Cupido osiris               |                            |                                                         |                                                                                  | NA     |                                                  |                   |                   |
| Glaucopsyche alexis         |                            |                                                         |                                                                                  | NA     |                                                  |                   |                   |
| Glaucopsyche melanops       | Turquesa meridional.       |                                                         |                                                                                  | NA     |                                                  |                   |                   |
| Iolana iolas                | Blaveta de l'espantallops. |                                                         |                                                                                  | NA     |                                                  |                   |                   |
| Lampides boeticus           | Blaveta dels pèsols.       |                                                         |                                                                                  | NA     |                                                  |                   |                   |
| Leptotes pirithous          | Blaveta estriada.          |                                                         |                                                                                  | NA     |                                                  |                   |                   |
| Lysandra albicans           |                            |                                                         |                                                                                  | NA     |                                                  |                   |                   |
| Polyommatus bellargus       | Blaveta lluent.            |                                                         |                                                                                  | NA     |                                                  |                   |                   |
| Lysandra corindon           |                            | A Europa, menys els nord.                               | Pendents seques i càlides, bancals herbosos, preferentment en terrenys calcaris. | NA     | Abundant i difosa al nord.                       |                   |                   |
| Lysandra hispana            |                            |                                                         |                                                                                  | NA     |                                                  |                   |                   |
| Meleargia daphnis           |                            |                                                         |                                                                                  | NA     |                                                  |                   |                   |
| Phengaris alcon             |                            | Euràsia, fins als 1.500 msnm.                           | Prats humits; també en terrenys secs de mitjana i alta muntanya.                 | NA     | A nivell local, rara.                            |                   |                   |
| Phengaris arion             | Formiguera gran.           | Centre i est d'Europa, fins a Àsia central.             | Terrenys secs amb vegetació esclarissada.                                        | [ 10 ] | Centre, molt localment.                          |                   |                   |
| Phengaris nausithous        |                            |                                                         |                                                                                  | [ 11 ] |                                                  |                   |                   |
| Phengaris rebeli            |                            |                                                         |                                                                                  | NA     |                                                  |                   |                   |
| Plebejus argus              | Blavet.                    | Àmpliament distribuïda per tot Europa.                  | Terrenys pobres, bancals arenosos.                                               | NA     | Centre i sud, abundant.                          |                   |                   |
| Plebejus hespericus         |                            | Espanya.                                                |                                                                                  | [ 12 ] | Sistema Central, sistema ibérico y sierra Nevada |                   |                   |
| Plebejus idas               |                            | A tot Europa.                                           | Terrenys pobres, prats, límits fins als 2.500 msnm.                              | NA     | Es troba regularment.                            |                   |                   |
| Plebejus pylaon             |                            |                                                         |                                                                                  | NA     |                                                  |                   |                   |
| Plebejus pyrenaicus         |                            | Espanya i França.                                       | Prades subalpines i alpines.                                                     | [ 13 ] | Pirineus i serralada Cantàbrica.                 |                   |                   |
| Plebejus zullichi           |                            |                                                         |                                                                                  | [ 14 ] | Sierra Nevada.                                   |                   |                   |
| Polyommatus fulgens         |                            |                                                         |                                                                                  | NA     |                                                  |                   |                   |
| Polyommatus amandus         | Blaveta de la garlanda.    |                                                         |                                                                                  | NA     |                                                  |                   |                   |
| Polyommatus celina          |                            |                                                         |                                                                                  | NA     |                                                  |                   |                   |
| Polyommatus agenjoi         |                            |                                                         |                                                                                  | NA     |                                                  |                   |                   |
| Polyommatus damon           |                            | Distribucions aïllades a tot Europa.                    | En muntanyes d'altitud mitjana en pendents assolellats de sòl calcari.           | NA     | Molt localitzada al nord.                        |                   |                   |
| Polyommatus dorylas         | Blaveta de la vulnerària.  |                                                         |                                                                                  | NA     |                                                  |                   |                   |
| Polyommatus escheri         | Blaveta de l'astràgal.     |                                                         |                                                                                  | NA     |                                                  |                   |                   |
| Polyommatus eros            | Blaveta alpina.            |                                                         |                                                                                  | NA     |                                                  |                   |                   |
| Polyommatus fabressei       |                            |                                                         |                                                                                  | NA     |                                                  |                   |                   |
| Polyommatus golgus          |                            | Espanya.                                                | Prades subalpines i alpines.                                                     | [ 15 ] | Sierra Nevada.                                   |                   |                   |
| Polyommatus icarus          | Blaveta comuna.            |                                                         |                                                                                  | NA     |                                                  |                   |                   |
| Polyommatus nivescens       | Blaveta nívia.             | Espanya.                                                |                                                                                  | [ 16 ] | Centre i nord-est.                               |                   |                   |
| Polyommatus ripartii        |                            |                                                         |                                                                                  | NA     |                                                  |                   |                   |
| Polyommatus thersites       | Blaveta de la trepadella.  |                                                         |                                                                                  | NA     |                                                  |                   |                   |
| Polyommatus violetae        |                            | Espanya                                                 | Pisos alpins i subalpins entre 1.500 i 1.800 msnm.                               | [ 17 ] | Andalusia.                                       |                   |                   |
| Polyommatus sagratox        |                            | Espanya.                                                |                                                                                  | NA     | Serra de la Sagra.                               |                   |                   |
| Polyommatus semiargus       |                            | Gairebé tot Europa.                                     | Prats amb flors, marges de camins, límits fins a 2.500 msnm.                     | NA     | Molt localitzada i escassa.                      |                   |                   |
| Pseudaricia nicias          |                            |                                                         |                                                                                  | NA     |                                                  |                   |                   |
| Pseudophilotes abencerragus |                            |                                                         |                                                                                  | NA     |                                                  |                   |                   |
| Pseudophilotes baton        |                            | Sud-oest i centre d'Europa.                             | Pastures calcàries.                                                              | [ 18 ] | A la zona nord.                                  |                   |                   |
| Pseudophilotes panoptes     | Blaveta de la farigola.    | Sud-oest d'Europa.                                      | Mont baix.                                                                       | [ 19 ] | Centre i sud.                                    |                   |                   |
| Scoliantides orion          |                            |                                                         |                                                                                  | NA     |                                                  |                   |                   |
| Tarucus theophrastus        |                            |                                                         |                                                                                  | NA     |                                                  |                   |                   |
| Zizeeria knysna             |                            |                                                         |                                                                                  | NA     |                                                  |                   |                   |

### Teclinae
| Nom científic       | Nom comú                    | Distribució                              | Hàbitat                                                      | EC | Localització a la península Ibèrica i Balears                   | Imatge de l'eruga | Imatge de l'imago |
| ------------------- | --------------------------- | ---------------------------------------- | ------------------------------------------------------------ | -- | --------------------------------------------------------------- | ----------------- | ----------------- |
| Callophrys avis     | Verdeta d'ull ros.          |                                          |                                                              | NA |                                                                 |                   |                   |
| Callophrys rubi     | Verdeta d'ull blanc.        | A tot Europa fins a Àsia oriental.       | Terrenys secs, boscos de coníferes assolellats.              | NA | Freqüent a tota la península.                                   |                   |                   |
| Laesopsis roboris   |                             |                                          |                                                              | NA |                                                                 |                   |                   |
| Neozephyrus quercus |                             | A tot Europa fins als 60º N.             | En boscos de Quercus.                                        | NA | En tota la península, abans més abundant.                       |                   |                   |
| Satyrium acaciae    | Marroneta de l'aranyoner.   |                                          |                                                              | NA |                                                                 |                   |                   |
| Satyrium esculi     | Marroneta de l'alzina.      |                                          |                                                              | NA |                                                                 |                   |                   |
| Satyrium ilicis     | Marroneta del roure.        | Europa central, occidental i meridional. | Zones de vegetació arbustiva amb roures.                     | NA | Localment i de forma escassa.                                   |                   |                   |
| Satyrium spini      | Marroneta de la taca blava. |                                          |                                                              | NA |                                                                 |                   |                   |
| Satyrium w-album    | Marroneta de l'om.          |                                          |                                                              | NA |                                                                 |                   |                   |
| Thecla betulae      |                             | A Europa central i oriental.             | Llindars, arbustos al llarg de rierols, fins als 1.000 msnm. | NA | Pirineus catalans, Guipúscoa, Navarra, Lleó i nord de Castella. |                   |                   |
| Tomares ballus      | Coure verdet.               |                                          |                                                              | NA |                                                                 |                   |                   |

## Notodontidae

### Thaumetopoeinae
| Nom científic             | Nom comú                    | Distribució                                                   | Hàbitat                      | EC | Localització a la península Ibèrica i Balears | Imatge de l'eruga | Imatge de l'imago |
| ------------------------- | --------------------------- | ------------------------------------------------------------- | ---------------------------- | -- | --------------------------------------------- | ----------------- | ----------------- |
| Thaumetopoea processionea | Processionària de l'enzina. | A tot Europa.                                                 | Boscos d'alzines i roures.   | NA | Absent al sud, al País Valencià i Balears.    |                   |                   |
| Thaumetopoea pinivora     | Processionària del pi.      | Europa oriental, a l'àrea mediterrània distribuïda localment. | Boscos de pins en sòls secs. | NA | En pinedes del centre.                        |                   |                   |

## Nymphalidae

### Apaturinae
| Nom científic | Nom comú             | Distribució                                | Hàbitat                                                                                   | EC | Localització a la península Ibèrica i Balears | Imatge de l'eruga | Imatge de l'imago |
| ------------- | -------------------- | ------------------------------------------ | ----------------------------------------------------------------------------------------- | -- | --------------------------------------------- | ----------------- | ----------------- |
| Apatura ilia  | Tornassolada petita. | A part d'Europa, per l'oest arriba a Àsia. | En clars de boscos frondosos, sobre sòls calcaris, sobretot a ribes amb àlbers i trèmols. | NA | Aparició limitada.                            |                   |                   |
| Apatura iris  | Tornassolada gran.   | Europa fins als 60º N.                     | Ribes, boscos frondosos des del nivell del mar fins als 1.000 m.                          | NA | Rara, al nord.                                |                   |                   |

### Charaxinae
| Nom científic   | Nom comú              | Distribució                            | Hàbitat                                        | EC | Localització a la península Ibèrica i Balears | Imatge de l'eruga | Imatge de l'imago |
| --------------- | --------------------- | -------------------------------------- | ---------------------------------------------- | -- | --------------------------------------------- | ----------------- | ----------------- |
| Charaxes jasius | Papallona de l'arboç. | A Europa, escassejant més cap a l'est. | En zones costaneres càlides fins als 500 msnm. | NA | Molt rara, costa mediterrània.                |                   |                   |

### Danainae
| Nom científic     | Nom comú           | Distribució                        | Hàbitat                                                                                   | EC | Localització a la península Ibèrica i Balears | Imatge de l'eruga | Imatge de l'imago |
| ----------------- | ------------------ | ---------------------------------- | ----------------------------------------------------------------------------------------- | -- | --------------------------------------------- | ----------------- | ----------------- |
| Danaus chrysippus | Papallona tigre.   | Àfrica.                            | En zones costaneres càlides fins als 500 msnm.                                            | NA | Des de Cadis fins a Catalunya.                |                   |                   |
| Danaus plexippus  | Papallona monarca. | Centre Amèrica i Amèrica del nord. | Vores de camins i carreteres, llits pedregosos de rius on vegeta l'Asclepias curassavica. | NA | Des de Cadis fins a Màlaga.                   |                   |                   |

### Heliconiinae
| Nom científic      | Nom comú                     | Distribució                    | Hàbitat                                       | EC | Localització a la península Ibèrica i Balears | Imatge de l'eruga | Imatge de l'imago |
| ------------------ | ---------------------------- | ------------------------------ | --------------------------------------------- | -- | --------------------------------------------- | ----------------- | ----------------- |
| Argynnis adippe    | Argentada de punts vermells. |                                |                                               | NA |                                               |                   |                   |
| Argynnis aglaja    | Argentada de muntanya.       |                                |                                               | NA |                                               |                   |                   |
| Argynnis niobe     | Niobe.                       |                                |                                               | NA |                                               |                   |                   |
| Argynnis pandora   | Pandora.                     |                                |                                               | NA |                                               |                   |                   |
| Argynnis paphia    | Argentada comuna.            | Per tot Europa fins als 63º N. | Clars i límits de boscos fins als 1.000 msnm. | NA | Falta al sud.                                 |                   |                   |
| Boloria dia        | Donzella violeta.            |                                |                                               | NA |                                               |                   |                   |
| Boloria eunomia    | Donzella de la bistorta.     |                                |                                               | NA |                                               |                   |                   |
| Boloria euphrosyne | Donzella rogenca.            |                                |                                               | NA |                                               |                   |                   |
| Boloria napaea     | Donzella de muntanya.        |                                |                                               | NA |                                               |                   |                   |
| Boloria pales      | Donzella alpina.             |                                |                                               | NA |                                               |                   |                   |
| Boloria selene     | Donzella bruna.              | Àmpliament distribuïda.        | Prades i pendents humides.                    | NA | Absent en zones mediterrànies.                |                   |                   |
| Brenthis daphne    | Perlada de l'esbarzer.       |                                |                                               | NA |                                               |                   |                   |
| Brenthis hecate    | Perlada de la filipèndula.   |                                |                                               | NA |                                               |                   |                   |
| Brenthis ino       | Perlada europea.             |                                |                                               | NA |                                               |                   |                   |
| Issoria lathonia   | Mirallets.                   | Per tot Europa.                | Pendents, zones descobertes, erms.            | NA | Abundant.                                     |                   |                   |

### Libytheinae
| Nom científic   | Nom comú                | Distribució | Hàbitat | EC | Localització a la península Ibèrica i Balears | Imatge de l'eruga | Imatge de l'imago |
| --------------- | ----------------------- | ----------- | ------- | -- | --------------------------------------------- | ----------------- | ----------------- |
| Libythea celtis | Papallona del lledoner. |             |         | NA |                                               |                   |                   |

### Limenitidinae
| Nom científic     | Nom comú            | Distribució             | Hàbitat                           | EC | Localització a la península Ibèrica i Balears | Imatge de l'eruga | Imatge de l'imago |
| ----------------- | ------------------- | ----------------------- | --------------------------------- | -- | --------------------------------------------- | ----------------- | ----------------- |
| Limenitis camilla | Nimfa boscana.      | Oest i centre d'Europa. | Ribes humides i boscos frondosos. | NA | En algunes zones, freqüent.                   |                   |                   |
| Limenitis reducta | Nimfa mediterrània. | Sud i oest d'Europa.    | Ribes humides i boscos frondosos. | NA | Freqüent.                                     |                   |                   |

### Nymphalinae
| Nom científic           | Nom comú                   | Distribució                                 | Hàbitat                                                                      | EC     | Localització a la península Ibèrica i Balears | Imatge de l'eruga | Imatge de l'imago |
| ----------------------- | -------------------------- | ------------------------------------------- | ---------------------------------------------------------------------------- | ------ | --------------------------------------------- | ----------------- | ----------------- |
| Aglais urticae          | Papallona de les ortigues. | Per tot Europa fins al cap Nord.            | En tots els llocs fins als 3.000 msnm.                                       | NA     | En tota la península, on creixi l'ortiga.     |                   |                   |
| Araschnia levana        | Teranyina.                 | Europa i l'Àsia central fins al Japó.       | Ribes i boscos humits fins als 1.000 msnm.                                   | NA     | Nuclis aïllats als Pirineus.                  |                   |                   |
| Euphydryas aurinia      | Brocat variable.           |                                             |                                                                              | NA     |                                               |                   |                   |
| Euphydryas desfontainii | Brocat de la cefalària.    |                                             |                                                                              | NA     |                                               |                   |                   |
| Inachis io              | Paó de dia.                | Per tot Europa fins als 60º N.              | En tots els llocs fins als 2.500 msnm, on hi hagi l'ortiga gran o el llúpol. | NA     | En tota la península, abundant.               |                   |                   |
| Limenitis reducta       | Nimfa mediterrània.        | Oest de França, Espanya, zona mediterrània. | Ribres humides i boscos frondosos.                                           | NA     | En tota la península, abundant.               |                   |                   |
| Melitaea aetherea       |                            |                                             |                                                                              | NA     |                                               |                   |                   |
| Melitaea athalia        |                            | Per tot Europa fins al cap Nord.            | Zones accidentades, prades, clarianes de boscos.                             | NA     | Freqüent però en retrocés.                    |                   |                   |
| Melitaea cinxia         | Damer puntejat.            | Estesa per tot Europa fins als 2.000 msnm.  | Totes les zones.                                                             | NA     | En tota la península.                         |                   |                   |
| Melitaea deione         | Damer dels conillets.      |                                             |                                                                              | NA     |                                               |                   |                   |
| Melitaea diamina        | Damer de la valeriana.     |                                             |                                                                              | NA     |                                               |                   |                   |
| Melitaea didyma         | Damer roig.                |                                             |                                                                              | NA     |                                               |                   |                   |
| Melitaea parthenoides   | Damer dels prats.          | Sud-oest d'Europa.                          | Prades mesòfiles, prades subalpines i alpines.                               | [ 22 ] | Molt estesa, excepte sud de Portugal          |                   |                   |
| Melitaea phoebe         | Damer de la centàurea.     |                                             |                                                                              | NA     |                                               |                   |                   |
| Melitaea trivia         | Damer de la blenera.       |                                             |                                                                              | NA     |                                               |                   |                   |
| Nymphalis antiopa       | Vellutada del salze.       | En moltes àrees d'Europa, fins al cap Nord. | Boscos aclarits i límits.                                                    | NA     | Tota la península excepte les zones del sud.  |                   |                   |
| Nymphalis polychloros   | Nimfa dorment.             | Estesa a tot el món.                        | Totes les zones, especialment amb arbustos, fins als 1.500 msnm.             | NA     | Abundant, en les últimes decádas més rares.   |                   |                   |
| Polygonia c-album       | Papallona de la c blanca.  | A tot Europa fins als 66º N.                | Límits de boscos, clars, hortes fins als 2.000 msnm.                         | NA     | Abans era més freqüent.                       |                   |                   |
| Polygonia egea          |                            | A Europa mediterrània.                      | Límits de boscos, clars, hortes fins als 1.000 msnm.                         | NA     | Freqüent                                      |                   |                   |
| Vanessa atalanta        | Atalanta, Rei.             | Per tot Europa fins als 62º N.              | Per totes les zones fins als 2.000 msnm.                                     | NA     | Freqüent a tota la península.                 |                   |                   |
| Vanessa cardui          | Migradora dels cards.      | A tot Europa, però només hiverna al sud.    | On hi hagi cards i ortigues, fins als 2.000 msnm.                            | NA     | Freqüent a tota la península.                 |                   |                   |
| Vanessa virginiensis    |                            | Amèrica i Madeira.                          |                                                                              | NA     | Migrant, és rara a la península.              |                   |                   |

### Satyrinae
| Nom científic            | Nom comú                   | Distribució                                                              | Hàbitat                                                                   | EC       | Localització a la península Ibèrica i Balears                                 | Imatge de l'eruga | Imatge de l'imago |
| ------------------------ | -------------------------- | ------------------------------------------------------------------------ | ------------------------------------------------------------------------- | -------- | ----------------------------------------------------------------------------- | ----------------- | ----------------- |
| Aphantopus hyperantus    |                            | Centre i sud-oest d'Europa.                                              | Variable, preferentment zones humides.                                    | NA       | Serralada Cantàbrica i Pirineus.                                              |                   |                   |
| Arethusana arethusa      | Fals faune.                | Distribuïda localment, sud, est i oest d'Europa.                         | Pendents calcàries càlides i seques.                                      | 30px30px | Tota la península, rara.                                                      |                   |                   |
| Brintesia circe          | Bruixa.                    | Espanya i sud i centre de França.                                        | Clars de boscos de fulla plana.                                           | NA       | Tota la península, rara.                                                      |                   |                   |
| Chazara briseis          |                            |                                                                          |                                                                           | NA       |                                                                               |                   |                   |
| Chazara prieuri          |                            |                                                                          |                                                                           | NA       |                                                                               |                   |                   |
| Coenonympha dorus        | Lleonada de les garrigues. |                                                                          |                                                                           | NA       |                                                                               |                   |                   |
| Coenonympha glycerion    | Lleonada de muntanya.      |                                                                          |                                                                           | NA       |                                                                               |                   |                   |
| Coenonympha pamphilus    | Lleonada comuna.           |                                                                          |                                                                           | NA       |                                                                               |                   |                   |
| Erebia alberganus        |                            | Alps centrals i meridionals, localment en els Apenins.                   | Regió alpina, prats pobres.                                               | [ 23 ]   | Sistema Cantàbric.                                                            |                   |                   |
| Erebia cassioides        | Muntanyesa griseta.        |                                                                          |                                                                           | [ 24 ]   |                                                                               |                   |                   |
| Erebia epiphron          | Muntanyesa menuda.         |                                                                          | Barrancs i pendents amb herba, amb abundants gramínies d'altura moderada. | [ 25 ]   |                                                                               |                   |                   |
| Erebia epistygne         | Muntanyesa de primavera.   | Només es troba a Espanya i França                                        | Clarianes rocalloses i herboses en boscos oberts.                         | [ 26 ]   |                                                                               |                   |                   |
| Erebia euryale           | Muntanyesa fistonada.      |                                                                          |                                                                           | NA       |                                                                               |                   |                   |
| Erebia gorge             | Muntanyesa de tartera.     | En una estreta àrea dels sistemes muntanyosos del centre i sud europeus. | Terrenys secs entre els 1.600 i 3.000 msnm. Freqüent en morrenes.         | [ 27 ]   | Els Pirineus i serralada Cantàbrica.                                          |                   |                   |
| Erebia gorgone           | Muntanyesa del Pirineu.    | Al sud-oest d'Europa.                                                    | Pedregars amb vegetació hebácea, entre 1.500 i 2.500 msnm.                | [ 28 ]   | Endèmica als Pirineus centrals, fins a 2.000 msnm.                            |                   |                   |
| Erebia hispania          |                            | Només a Espanya.                                                         | Prats humits subalpins i alpins.                                          | [ 29 ]   | Als Pirineus centrals i Sierra Nevada.                                        |                   |                   |
| Erebia lefebvrei         | Muntanyesa negra.          | Sud-oest d'Europa, Andorra, França i Espanya.                            | Prats humits i pedregars.                                                 | [ 30 ]   | Els Pirineus, serralada Cantàbrica i Moncayo.                                 |                   |                   |
| Erebia manto             | Muntanyesa llisa.          | Centre sud i est de Europa.                                              | Pedregars i prats alpins.                                                 | [ 31 ]   | Els Pirineus i serralada Cantàbrica.                                          |                   |                   |
| Erebia meolans           | Muntanyesa comuna.         | Sistemes muntanyosos del centre i sud d'Europa.                          | Hàbitat alpí i subalpí, prats i boscos.                                   | [ 32 ]   | Abundant en els sistemes muntanyencs.                                         |                   |                   |
| Erebia neoridas          | Muntanyesa tardana.        | Sud-oest d'Europa.                                                       | Prats, boscos caducifolis.                                                | [ 33 ]   | Pirineus.                                                                     |                   |                   |
| Erebia oeme              |                            | Alps, Balcans, Massís Central.                                           | Terrenys alpins i subalpins.                                              | [ 34 ]   | Pirineus centrals i orientals.                                                |                   |                   |
| Erebia palarica          |                            | Espaya.                                                                  | Regions muntanyoses.                                                      | [ 35 ]   | Serralada Cantàbrica i massís Galaic.                                         |                   |                   |
| Erebia pandrose          |                            |                                                                          |                                                                           | NA       |                                                                               |                   |                   |
| Erebia pronoe            |                            | Europa.                                                                  | Sistemes muntanyosos.                                                     | [ 36 ]   | Pirineus i serralada Cantàbrica.                                              |                   |                   |
| Erebia sthennyo          |                            | Espanya i França.                                                        | Terrenys alpins i subalpins.                                              | [ 37 ]   | Pirineus.                                                                     |                   |                   |
| Erebia triarius          |                            | Europa central i sud-oest.                                               | Zones muntanyoses.                                                        | [ 38 ]   | Sistemes muntanyosos, localitzada.                                            |                   |                   |
| Erebia zapateri          |                            | Espanya.                                                                 |                                                                           | [ 39 ]   | Sistema Central, Serralada Ibèrica.                                           |                   |                   |
| Hipparchia alcyone       |                            | Des del sud de França fins a Europa de l'est.                            | Boscos de coníferes.                                                      | NA       | Aïllada en zones muntanyoses.                                                 |                   |                   |
| Hipparchia fagi          | Faune gran.                | Des dels Pirineus cap al nord i oest d'Europa, fins als 62º N.           | Boscos clars i càlids fins als 1.000 msnm.                                | [ 40 ]   | Rara, no és freqüent.                                                         |                   |                   |
| Hipparchia fidia         | Faune ziga-zaga.           |                                                                          |                                                                           | NA       |                                                                               |                   |                   |
| Hipparchia semele        |                            | Tot Europa.                                                              | Extensions arenoses i càlides fins als 2.000 msnm.                        | [ 41 ]   | Tota la península excepte en el sud-est.                                      |                   |                   |
| Hipparchia statilinus    | Faune bru.                 |                                                                          |                                                                           | NA       |                                                                               |                   |                   |
| Hyponephele lupina       |                            |                                                                          |                                                                           | NA       |                                                                               |                   |                   |
| Hyponephele lycaon       |                            |                                                                          |                                                                           | NA       |                                                                               |                   |                   |
| Lasiommata maera         |                            | Tot Europa fins als 2.000 msnm.                                          | Boscos clars.                                                             | NA       | Tota la península, no és abundant.                                            |                   |                   |
| Lasiommata megera        | Margenera comuna.          | A tot Europa.                                                            | Boscos clars, terrenys incultes, també a les muntanyes.                   | NA       | En tota la península, abundant.                                               |                   |                   |
| Lasiommata petropolitana |                            |                                                                          |                                                                           | NA       |                                                                               |                   |                   |
| Lopinga achine           |                            | A Europa central i oriental, fins al Japó.                               | En zones de mitja muntanya, boscos mixtos amb abundant sotabosc.          | NA       | Al País Basc.                                                                 |                   |                   |
| Maniola jurtina          |                            | A tot Europa fins als 62º N. i al sud fins al nord d'Àfrica.             | Límits, prats i parcs.                                                    | NA       | En tota la península, freqüent.                                               |                   |                   |
| Melanargia galathea      | Escac aranès.              | Àmpliament distribuïda per Europa.                                       | Vessants seques, prats de boscos i a les muntanyes fins a 2.000 msnm.     | NA       | Tota la península, excepte en el nord d'Espanya i al sud-est de la península. |                   |                   |
| Melanargia ines          |                            |                                                                          |                                                                           | NA       |                                                                               |                   |                   |
| Melanargia lachesis      | Escac ibèric.              | Sud-oest d'Europa.                                                       | Límits de boscos, prats secs, matolls.                                    | [ 42 ]   | En tota la península excepte a Astúries i gairebé tot el sud-est              |                   |                   |
| Melanargia occitanica    | Escac ferruginós.          |                                                                          |                                                                           | NA       |                                                                               |                   |                   |
| Melanargia russiae       |                            |                                                                          |                                                                           | NA       |                                                                               |                   |                   |
| Minois dryas             |                            | A tot Europa, poblacions aïllades.                                       | Regions palustres i herboses, humides i càlides.                          | NA       | Nord d'Espanya, aïllada.                                                      |                   |                   |
| Pararge aegeria          | Bruna boscana.             | Tot Europa fins als 1.000 msnm.                                          | Boscos mixtos, clarianes, límits.                                         | NA       | Freqüent, en retrocés en algunes zones.                                       |                   |                   |
| Pseudochazara hippolyte  |                            |                                                                          |                                                                           | NA       |                                                                               |                   |                   |
| Pyronia bathseba         | Saltabardisses cintada.    |                                                                          |                                                                           | NA       |                                                                               |                   |                   |
| Pyronia cecilia          | Saltabardisses de solell.  |                                                                          |                                                                           | NA       |                                                                               |                   |                   |
| Pyronia tithonus         |                            |                                                                          |                                                                           | NA       |                                                                               |                   |                   |
| Satyrus actaea           |                            |                                                                          |                                                                           | NA       |                                                                               |                   |                   |
| Satyrus ferula           |                            |                                                                          |                                                                           | NA       |                                                                               |                   |                   |

## Papilionidae

### Papilioninae
| Nom científic         | Nom comú                      | Distribució                        | Hàbitat                                                            | EC | Localització a la península Ibèrica i Balears | Imatge de l'eruga | Imatge de l'imago |
| --------------------- | ----------------------------- | ---------------------------------- | ------------------------------------------------------------------ | -- | --------------------------------------------- | ----------------- | ----------------- |
| Iphiclides podalirius | Papallona zebrada, xuclallet. | A Europa al sud de 54º de latitud. | Zones càlides amb vegetació densa. És escassa a Europa central.    | NA | Es troba regularment.                         |                   |                   |
| Papilio machaon       | Papallona reina.              | Distribució mundial.               | En totes les zones, des de les costes del mar fins als 2.000 msnm. | NA | Es troba regularment, abundant.               |                   |                   |

### Parnassiinae
| Nom científic        | Nom comú   | Distribució                             | Hàbitat                                                                                         | EC            | Localització a la península Ibèrica i Balears | Imatge de l'eruga | Imatge de l'imago |
| -------------------- | ---------- | --------------------------------------- | ----------------------------------------------------------------------------------------------- | ------------- | --------------------------------------------- | ----------------- | ----------------- |
| Parnassius apollo    | Apol·lo.   | A tot Europa i Àsia.                    | En valls fins als 2.000 msnm, també en serralades, en nuclis aïllats sobretot en zones càlides. | [ 43 ] [ 44 ] | Als Pirineus, Meseta central i Andalusia.     |                   |                   |
| Parnassius mnemosyne | Mnemòsine. | Europa central fins als 65º de latitud. | Àmpliament estesa, tant en les planes com en les muntanyes fins als 1.500 msnm.                 | NA            | Als Pirineus.                                 |                   |                   |
| Zerynthia rumina     | Arlequí.   | Sud-oest d'Europa i nord d'Àfrica.      | En totes les zones, on hi hagi les plantes de les quals s'alimenten.                            | [ 45 ] [ 46 ] | Es troba regularment.                         |                   |                   |

## Pieridae

### Coliadinae
| Nom científic        | Nom comú               | Distribució                                                            | Hàbitat                                              | EC     | Localització a la península Ibèrica i Balears | Imatge de l'eruga | Imatge de l'imago |
| -------------------- | ---------------------- | ---------------------------------------------------------------------- | ---------------------------------------------------- | ------ | --------------------------------------------- | ----------------- | ----------------- |
| Colias alfacariensis | Safranera pàl·lida.    |                                                                        |                                                      | NA     |                                               |                   |                   |
| Colias crocea        | Safranera de l'alfals. | A tot Europa, fins als 60º N.                                          | Planes i zones accidentades, fins als 2.000 m.       | NA     | En tota la península.                         |                   |                   |
| Colias phicomone     | Safranera alpina.      | En sistemes muntanyosos d'Europa.                                      | Prades del pis subalpí i alpí.                       | [ 47 ] | Els Pirineus, serralada Cantàbrica.           |                   |                   |
| Gonepteryx cleopatra | Cleòpatra.             |                                                                        |                                                      | NA     |                                               |                   |                   |
| Gonepteryx rhamni    | Llimonera.             | Europa, nord d'Àfrica i en la part temperada de l'Àsia fins a Sibèria. | Pràcticament en tots els llocs, fins als 2.000 msnm. | NA     | Molt estesa, però poc abundant.               |                   |                   |

### Dismorphiinae
| Nom científic    | Nom comú | Distribució                    | Hàbitat                                              | EC | Localització a la península Ibèrica i Balears | Imatge de l'eruga | Imatge de l'imago |
| ---------------- | -------- | ------------------------------ | ---------------------------------------------------- | -- | --------------------------------------------- | ----------------- | ----------------- |
| Leptidea sinapis | Angelet. | Per tot Europa fins als 66º N. | Límits dels boscos, especialment en àrees calcàries. | NA | Localment estesa, no és escassa.              |                   |                   |

### Pierinae
| Nom científic          | Nom comú                     | Distribució                                             | Hàbitat                                               | EC     | Localització a la península Ibèrica i Balears            | Imatge de l'eruga | Imatge de l'imago |
| ---------------------- | ---------------------------- | ------------------------------------------------------- | ----------------------------------------------------- | ------ | -------------------------------------------------------- | ----------------- | ----------------- |
| Anthocharis belia      |                              |                                                         |                                                       | NA     |                                                          |                   |                   |
| Anthocharis cardamines | Aurora.                      | Des d'Europa fins al cercle polar.                      | Prats fins a 2.000 msnm.                              | NA     | Massissos muntanyencs.                                   |                   |                   |
| Aporia crataegi        | Blanca de l'arç.             | A tot Europa fins als 62º de latitud, al nord d'Àfrica. | En terreny obert, en jardins i hortes.                | NA     | En tota la península, abans molt freqüent.               |                   |                   |
| Colotis evagore        | Blanqueta de la taperera.    |                                                         |                                                       | NA     |                                                          |                   |                   |
| Elphinstonia charlonia |                              |                                                         |                                                       | NA     |                                                          |                   |                   |
| Euchloe bazae          | Grogueta del desert.         | Espanya.                                                | Pastures semiàrides i matolls                         | [ 48 ] | Serra de Baza.                                           |                   |                   |
| Euchloe belemia        | Marbrada zebrada.            |                                                         |                                                       | NA     |                                                          |                   |                   |
| Euchloe crameri        | Marbrada comuna.             |                                                         |                                                       | NA     |                                                          |                   |                   |
| Euchloe simplonia      | Marbrada alpina.             | Sud-oest i centre d'Europa.                             | Pastures alpines i subalpines.                        | [ 49 ] | Serralada Cantàbrica i Pirineus.                         |                   |                   |
| Euchloe tagis          | Marbrada de ponent.          |                                                         |                                                       | NA     |                                                          |                   |                   |
| Pieris brassicae       | Blanca de la col.            | Mundial, a Europa arriba fins als 65º N.                | Es localitza en tots els hàbitat fins als 2.000 msnm. | NA     | A tota la península on es trobi la seva planta nutrícia. |                   |                   |
| Pieris ergane          | Blanqueta de la pedrosa.     |                                                         |                                                       | NA     |                                                          |                   |                   |
| Pieris mannii          | Blanqueta de la mitja lluna. |                                                         |                                                       | NA     |                                                          |                   |                   |
| Pieris napi            | Blanqueta perfumada.         | Per tot Europa.                                         | Zones obertes humides, arriba fins als 2.000 msnm.    | NA     | Abundant.                                                |                   |                   |
| Pieris rapae           | Blanqueta de la col.         | A tot Europa fins als 62º N.                            | Zones obertes i jardins fins als 2.000 msnm.          | NA     | Abundant.                                                |                   |                   |
| Pontia dalplidice      |                              | Per tot Europa fins als 60º N, més freqüent al sud.     | Planes càlides fins als 2.000 msnm.                   | NA     | Abundant, migrant.                                       |                   |                   |
| Pontia callidice       | Pòntia dels cims.            |                                                         |                                                       | NA     |                                                          |                   |                   |
| Zegris eupheme         | Aurora dels guarets.         |                                                         |                                                       | NA     |                                                          |                   |                   |

## Pterophoridae

### Pterophorinae
| Nom científic        | Nom comú                              | Distribució                  | Hàbitat                 | EC | Localització a la península Ibèrica i Balears | Imatge de l'eruga | Imatge de l'imago |
| -------------------- | ------------------------------------- | ---------------------------- | ----------------------- | -- | --------------------------------------------- | ----------------- | ----------------- |
| Emmelina monodactyla | Arna de Plomall de la Glòria del matí | Regions temperades d'Europa. | Jardins i boscos clars. | NA | Abundant.                                     |                   |                   |

## Pyralidae

### Galleriinae
| Nom científic       | Nom comú                            | Distribució | Hàbitat                    | EC | Localització a la península Ibèrica i Balears | Imatge de l'eruga | Imatge de l'imago |
| ------------------- | ----------------------------------- | ----------- | -------------------------- | -- | --------------------------------------------- | ----------------- | ----------------- |
| Galleria mellonella | Arna de la cera, poll de les arnes. | Mundial.    | Nius d'abelles i borinots. | NA | Tota la península.                            |                   |                   |

## Riodinidae

### Nemeobiinae
| Nom científic   | Nom comú | Distribució | Hàbitat | EC | Localització a la península Ibèrica i Balears | Imatge de l'eruga | Imatge de l'imago |
| --------------- | -------- | ----------- | ------- | -- | --------------------------------------------- | ----------------- | ----------------- |
| Hamearis lucina |          |             |         | NA |                                               |                   |                   |

## Saturniidae

### Agliinae
| Nom científic | Nom comú | Distribució                                              | Hàbitat                             | EC | Localització a la península Ibèrica i Balears | Imatge de l'eruga | Imatge de l'imago |
| ------------- | -------- | -------------------------------------------------------- | ----------------------------------- | -- | --------------------------------------------- | ----------------- | ----------------- |
| Aglia tau     |          | Gairebé tot Europa, fins als 62º N, a Àsia fins al Japó. | Colonitzen fagedes velles i clares. | NA | Boscos septentrionals de faigs.               |                   |                   |

### Saturniinae
| Nom científic       | Nom comú         | Distribució                            | Hàbitat                         | EC                | Localització a la península Ibèrica i Balears                            | Imatge de l'eruga | Imatge de l'imago |
| ------------------- | ---------------- | -------------------------------------- | ------------------------------- | ----------------- | ------------------------------------------------------------------------ | ----------------- | ----------------- |
| Graellsia isabellae | Graèllsia.       | Endemisme ibèric, introduïda a França. | Zones muntanyoses, amb pinedes. | [ 50 ] [ nota 3 ] | Colònies molt localitzades en boscos de pins roig, pinassa i pinus mugo. |                   |                   |
| Saturnia pyri       | Gran paó de nit. | Meitat sud d'Europa i nord d'Àfrica.   |                                 |                   | Per tota la Península, fins als 2000 m d'altitud.                        |                   |                   |

## Sesiidae

### Sesiinae
| Nom científic            | Nom comú | Distribució                                             | Hàbitat                                                   | EC | Localització a la península Ibèrica i Balears | Imatge de l'eruga | Imatge de l'imago |
| ------------------------ | -------- | ------------------------------------------------------- | --------------------------------------------------------- | -- | --------------------------------------------- | ----------------- | ----------------- |
| Sesia apiformis          |          | A les regions temperades d'Europa, fins als 2.000 msnm. | En alberedes i pollancredes a la vora de rius i torrents. | NA |                                               |                   |                   |
| Pyropteron chrysidiforme |          | Europa occidental.                                      |                                                           |    |                                               |                   |                   |

## Sphingidae

### Macroglossinae
| Nom científic            | Nom comú                                                                 | Distribució                                                         | Hàbitat                                                          | EC     | Localització a la península Ibèrica i Balears                          | Imatge de l'eruga | Imatge de l'imago |
| ------------------------ | ------------------------------------------------------------------------ | ------------------------------------------------------------------- | ---------------------------------------------------------------- | ------ | ---------------------------------------------------------------------- | ----------------- | ----------------- |
| Daphnis nerii            | Borinot del baladre, esfinx del baladre.                                 | Sud d'Europa, Àfrica, Orient Pròxim fins a l'Índia.                 | En valls de la regió mediterrània, on creixen baladres.          | NA     | Migradora.                                                             |                   |                   |
| Deilephila elpenor       | Borinot morat, gran borinot morat, esfinx morada major.                  | A tot Europa.                                                       | Prats i boscos prop de cursos d'aigua.                           | NA     | Colonitza el nord-est i llevant.                                       |                   |                   |
| Deilephila porcellus     | Petit borinot morat, borinot morat, esfinx morada menor.                 | A tot Europa.                                                       | Prats i petits boscos humits prop de cursos d'aigua.             | NA     | Coloniza el nordeste, al norte del Ebro.                               |                   |                   |
| Hemaris fuciformis       |                                                                          | A tot Europa.                                                       | Prats i boscos humits i temperats.                               | NA     | Escassa.                                                               |                   |                   |
| Hemaris tityus           | Borinot moro, barrinol ros, borinot ros.                                 | Europa templada. Oriente medio y Asia hasta China.                  | Prats i boscos humits i temperats.                               | NA     | Àrea nord, escassa.                                                    |                   |                   |
| Hippotion celerio        | Borinot de la vinya.                                                     | Al sud d'Europa, Àfrica, sud d'Àsia.                                | Prats i boscos temperat-càlids.                                  | NA     | Tota la península excepte el nord-est.                                 |                   |                   |
| Hyles euphorbiae         | Borinot de les lletereses.                                               | Nom científic pròpia de la regió mediterrània.                      | Erms, marges de boscos, límits on creix lletereses.              | NA     | En tota la península i Balears, fins als 2.000 msnm.                   |                   |                   |
| Hyles hippophaes         | Borinot de l'arç.                                                        | A tot Europa.                                                       | On creix la seva planta nutrícia, l'arç groc.                    | [ 52 ] | Pirineu occidental, (Guipúscoa), potser també en l'oriental, (Girona). |                   |                   |
| Hyles gallii             |                                                                          | Europa fins al cercle polar, Àsia septentrional i Amèrica del Nord. | Bruguerars assolellats, marges de boscos                         | NA     | Àmpliament distribuïda, però no és comú.                               |                   |                   |
| Hyles livornica          | Borinot estriat.                                                         | Sud d'Europa, tot Àfrica i sud d'Àsia.                              | Bruguerars assolellats, marges de boscos                         | NA     | Tota la península, excepte nord-oest.                                  |                   |                   |
| Macroglossum stellatarum | Bufaforats, borinot carter, papallona colibrí, barrinol ros, mosca boja. | Nom científic pròpia de la regió mediterrània.                      | Erms, marges de boscos, límits en terrenys pobres i assolellats. | NA     | En tota la península.                                                  |                   |                   |
| Proserpinus proserpina   | Borinot de la matajaia                                                   | Sud i centre d'Europa.                                              | Pendents assolellades, petits boscos arbustius, parcs.           | [ 53 ] | A la península en petites colònies aïllades, fins als 2.000 msnm.      |                   |                   |

### Smerinthinae
| Nom científic       | Nom comú                            | Distribució                      | Hàbitat                                         | EC | Localització a la península Ibèrica i Balears | Imatge de l'eruga | Imatge de l'imago |
| ------------------- | ----------------------------------- | -------------------------------- | ----------------------------------------------- | -- | --------------------------------------------- | ----------------- | ----------------- |
| Laothoe populi      | Borinot del pollancre.              | Tot Europa.                      | En la vora de rius i torrents, jardins i parcs. | NA | Abundant, excepte en el sud.                  |                   |                   |
| Mimas tiliae        | Borinot del til·ler.                | Tot Europa, on creixen til·lers. | Abredes de til·lers.                            | NA | Una ampla banda septentrional.                |                   |                   |
| Smerinthus ocellata | Borinot ocel·lat, esfinx ocel·lada. | A tot Europa fins als 62º N.     | A la plana, prats, hortes i en parcs.           | NA | A les regions meridionals.                    |                   |                   |

### Sphinginae
| Nom científic      | Nom comú | Distribució                    | Hàbitat                                                           | EC | Localització a la península Ibèrica i Balears                                           | Imatge de l'eruga | Imatge de l'imago |
| ------------------ | --- | ------------------------------ | ----------------------------------------------------------------- | -- | --------------------------------------------------------------------------------------- | ----------------- | ----------------- |
| Acherontia atropos | Borinot de la mort, papallona de l'home mort, papallona de la calavera, cap de mort, borino negre, barrinol de la mort. | Migrant, tot Europa, Àfrica.   |                                                                   | NA | Abundant, colonitza tota la península, a les regions meridionals completa el seu cicle. |                   |                   |
| Agrius convolvuli  | Borinot de les corretjoles, barrinol de la corretjola o borinot gris.                                                   | Europa meridional i central.   | Pendents càlides, graves, camps de patates.                       | NA | Colonitza tota la península.                                                            |                   |                   |
| Sphinx ligustri    | | A tot Europa, fins als 62º N.  | Boscos clars de frondoses, paisatges oberts, prats i grans parcs. | NA | Tota la península.                                                                      |                   |                   |
| Sphinx pinastri    | | A tot Europa, on hi hagi pins. | Pinedes, boscos de coníferes i avetoses.                          | NA | Meitat septentrional.                                                                   |                   |                   |

## Thyrididae
| Nom científic      | Nom comú | Distribució                               | Hàbitat                                                                      | EC | Localització a la península Ibèrica i Balears | Imatge de l'eruga | Imatge de l'imago |
| ------------------ | -------- | ----------------------------------------- | ---------------------------------------------------------------------------- | -- | --------------------------------------------- | ----------------- | ----------------- |
| Thyris fenestrella |          | A l'Europa central i sobretot meridional. | Vessants càlides amb vegetació arbustiva, terrenys secs, assolellats i erms. | NA | Colònies molt localitzades.                   |                   |                   |

## Tortricidae

### Tortricinae
| Nom científic    | Nom comú | Distribució                                            | Hàbitat                           | EC | Localització a la península Ibèrica i Balears | Imatge de l'eruga | Imatge de l'imago |
| ---------------- | -------- | ------------------------------------------------------ | --------------------------------- | -- | --------------------------------------------- | ----------------- | ----------------- |
| Tortrix viridana |          | Zones de boscos d'Europa, nord d'Àfrica, i Àsia Menor. | Alzinars, rouredes i grans parcs. | NA | Molt abundant segons les regions.             |                   |                   |

## Yponomeutidae

### Yponomeutinae
| Nom científic          | Nom comú | Distribució                                           | Hàbitat                                                                              | EC | Localització a la península Ibèrica i Balears   | Imatge de l'eruga | Imatge de l'imago |
| ---------------------- | -------- | ----------------------------------------------------- | ------------------------------------------------------------------------------------ | -- | ----------------------------------------------- | ----------------- | ----------------- |
| Yponomeuta evonymellus |          | Gairebé a tot Europa.                                 | Ribes de rierols amb arbustos i arbres, jardins i parcs, on hi hagi el cirerer vern. | NA | Tota la península.                              |                   |                   |
| Yponomeuta malineyus   |          | Zones temperades d'Europa fins a l'àrea mediterrània. | Jardins amb fruiters, marges de boscos.                                              | NA | Tota la península, d'irregular a molt abundant. |                   |                   |